# Adam Mickiewicz

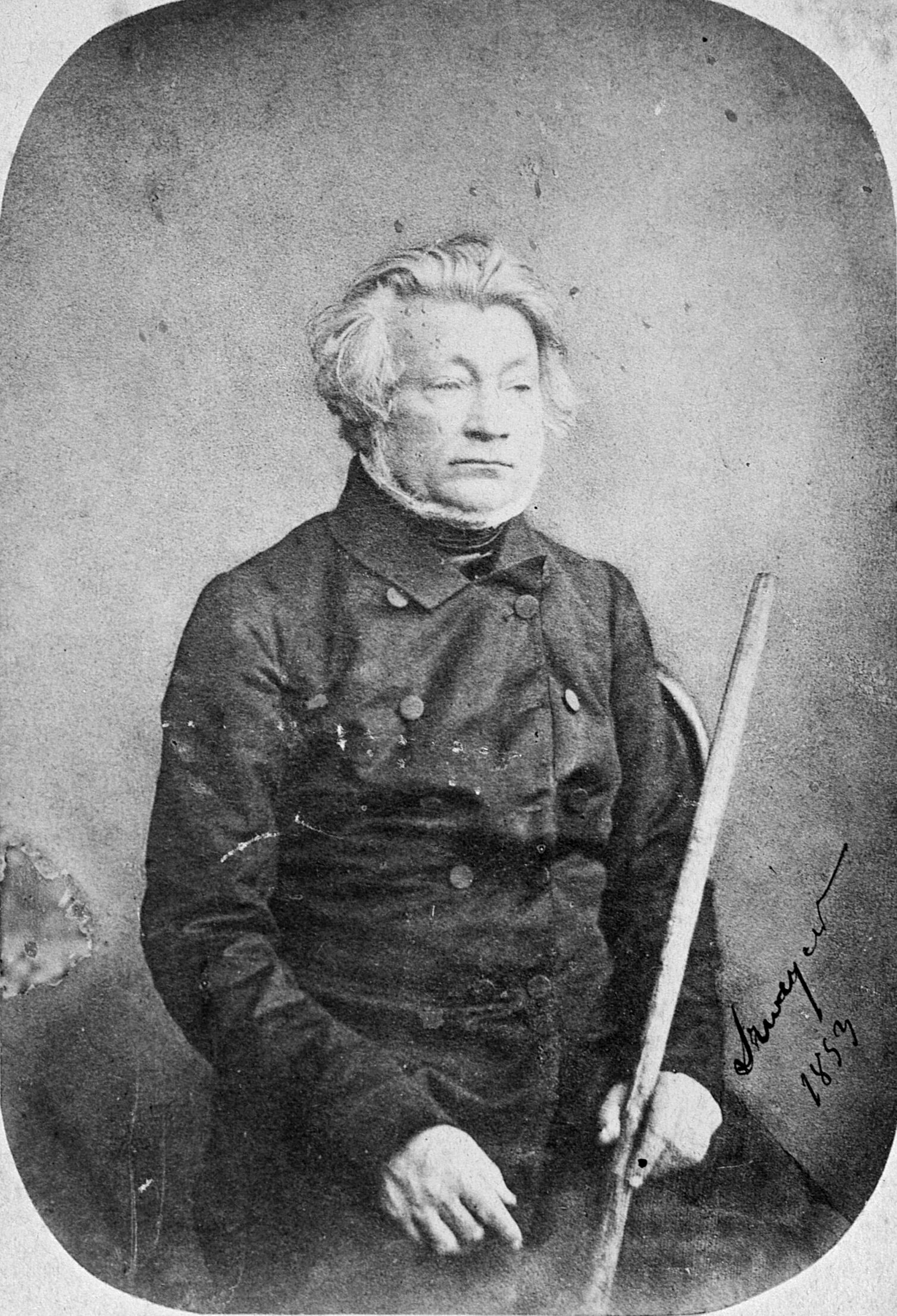

Adam Bernard Mickiewicz, (audioⓘ; * 24. Dezember 1798 in Zaosie bei Nowogródek, Russisches Kaiserreich; † 26. November 1855 in Konstantinopel, Osmanisches Reich) war ein polnischer Dichter der Romantik. Er  gilt als bedeutendster der Drei Barden der Polnischen Romantik in einer Zeit der Nichtexistenz eines polnischen Nationalstaats und als Nationaldichter Polens. Sein Werk, darunter das berühmte Versepos „Pan Tadeusz“, spiegelten den Kampf für Freiheit und Unabhängigkeit wider. Mickiewicz lehrte auch am Collège de France und engagierte sich politisch. Seine Werke und sein Erbe beeinflussen bis heute die polnische Literatur und Kultur.

## Leben
Sein Vater Mikołaj Mickiewicz war Rechtsanwalt und gehörte dem Herb Poraj in der Szlachta (polnischer Landadel) an. Er erzog seine Söhne im Geist der Aufklärung und zu Patrioten. Adam Mickiewicz kam während seines Studiums an der Universität Wilna (1815 bis 1819) in Kontakt mit dem patriotischen Professor für Geschichte Joachim Lelewel und der polnischen Befreiungsbewegung. Nach Abschluss des Studiums arbeitete er als Lehrer an der polnischen Schule in Kaunas (Kowno). 1823 wurde er als Mitbegründer des polnisch-nationalen Philomatenbundes mit seinen Freunden verhaftet, zunächst für sechs Monate in einem Kloster inhaftiert und dann 1824 nach Zentralrussland verbannt. In den Jahren 1824 bis 1829 lebte er vorwiegend in Moskau und St. Petersburg. In dieser Zeit gewann er Freunde unter den Führern des Dekabristenaufstandes, den Dichtern Kondrati Rylejew und Michail Bestuschew-Rjumin. In Moskau stand er in Kontakt mit Alexander Puschkin, aber auch mit der dort lebenden polnischen Pianistin Maria Szymanowska, deren Tochter Celina er heiratete.

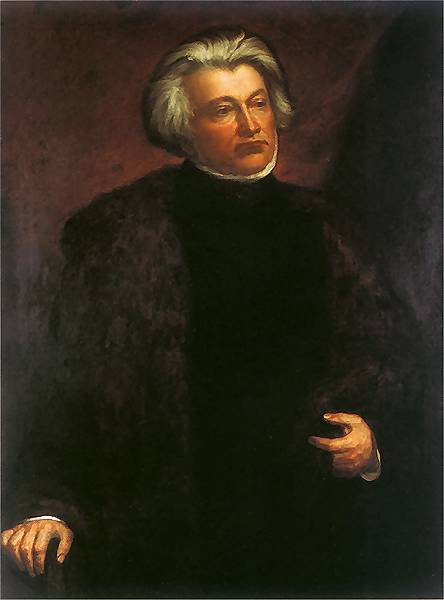
Mickiewicz-Porträt von Henryk Rodakowski (1856)

1829 begann Mickiewicz eine fast zweijährige Reise durch Westeuropa. Unter anderem verbrachte er längere Zeit in Berlin, Venedig, Florenz, Neapel und Rom.  Im Sommer 1830 traf er zufällig mit Goethes Sohn August von Goethe in der italienischen Hafenstadt Genua erneut zusammen. Im selben Jahr reiste Mickiewicz, nachdem er in Rom die Nachricht vom Novemberaufstand in Polen erhalten hatte, an die Grenzen des damaligen Kongresspolens. Mickiewicz blieb allerdings im sicheren Preußen. Der Aufstand scheiterte. Den sog. Polenkrawall in Fischau, bei dem zehn Aufständische, die in Preußen Asyl gefunden hatten, erschossen wurden, verarbeitet er in seiner Pilger-Litanei (polnisch Litania pielgrzymska).
Mickiewicz ging mit der „großen Emigration“ nach Paris. Dort propagierte er weiter die polnische Unabhängigkeit und lehrte ab 1840 Slawistik am Collège de France. 1844 wurde er jedoch wegen der Verbreitung der von seinem Landsmann Andrzej Towiański aufgestellten politischen und religiösen Thesen des Messianismus entlassen. 1848 organisierte Mickiewicz in Italien die polnischen Legionen im Rahmen der Märzrevolution im Kaisertum Österreich. Ab 1852 war er Bibliothekar an der Bibliothèque de l’Arsenal in Paris.
1855 starb der Dichter, dessen Krimsche Sonette im deutschen Sprachraum am bekanntesten wurden, im Alter von 58 Jahren in Konstantinopel an der Cholera, als er dort mit Unterstützung Frankreichs polnische („Legion Polski“) und jüdische („Husaren Israels“) Freiwillige für den Krimkrieg gegen Russland sammelte. Mickiewicz' Leichnam wurde mit dem Schiff nach Frankreich übergeführt und auf dem Friedhof der polnischen Emigranten in Montmorency (Val-d’Oise) bei Paris beigesetzt. 1890 wurde er in die Königsgruft der Wawel-Kathedrale in Krakau – eine Stadt, die er zeit seines Lebens nie gesehen hatte – umgebettet.

## Bedeutung
Während Adam Mickiewicz’ Frühwerk von ländlich-idyllischen Motiven bestimmt wird, richtete sich sein Wirken immer mehr auf die Propagierung eines unabhängigen Polens aus. Auch paneuropäische Forderungen finden sich darin. Mickiewiczs Werk wurde später zur Pflichtlektüre an polnischen Schulen und literarische Kritik am Autor zu Kritik an der Nationalstaatsidee des Landes umgedeutet.

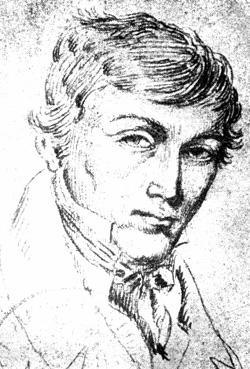
Adam Mickiewicz, Zeichnung von Joachim Lelewel

## Werke
- 1822: Do Joachima Lelewela (dt.: An Joachim Lelewel) – Gedicht, in welchem Mickiewicz den Lauf der Geschichte als Fortschritt vom Barbarismus bis hin zu höheren Kulturformen, zu Frieden und Freiheit beschreibt. (Deutsche Übersetzung von Karl Dedecius. Toruń: Towarzystwo Bibliografów im. Lelewela 1991)
- 1822: Ballady i romanse (dt.: Balladen und Romanzen) – Gedichtzyklus
- 1823: Grażyna. Powieść litewska (dt.: Grażyna. Eine litauische Erzählung) – Versepos
- 1826: Sonety odeskie (dt.: Odessaer Sonette) – Gedichtzyklus
- 1826: Sonety krymskie (dt.: Krim-Sonette, auch bekannt als Krimsche Sonette, Text bei sonett-central.de) – Gedichtzyklus
- 1828: Konrad Wallenrod (dt.: Konrad Wallenrod) – Versepos
- 1823–1832: Dziady (dt.: Totenfeier, auch: Ahnenfeier) – Dramenzyklus
- 1834: Pan Tadeusz czyli ostatni zajazd na Litwie (dt. Pan Tadeusz oder Der letzte Einritt in Litauen. Versepos in 12 Büchern, 1955 [später auch unter dem Titel: Pan Tadeusz oder Die letzte Fehde in Litauen]) – als polnisches Nationalepos geltendes Versepos. Das Buch wurde fünfmal ins Deutsche übersetzt, aber im deutschsprachigen Raum kaum gelesen.[6]
- 1845: L’église officielle et le messianisme. Cours de littérature slave du Collège de France (1842–1843). Originaltext in französischer Sprache, nach stenographischen Notizen; Band I: Literatur und Philosophie, Band II: Religion und Politik. Dieses Buch setzte die Römische Inquisition 1848 auf den Index der verbotenen Bücher.[8]

## Ehrungen

### Museen und Gedenkorte

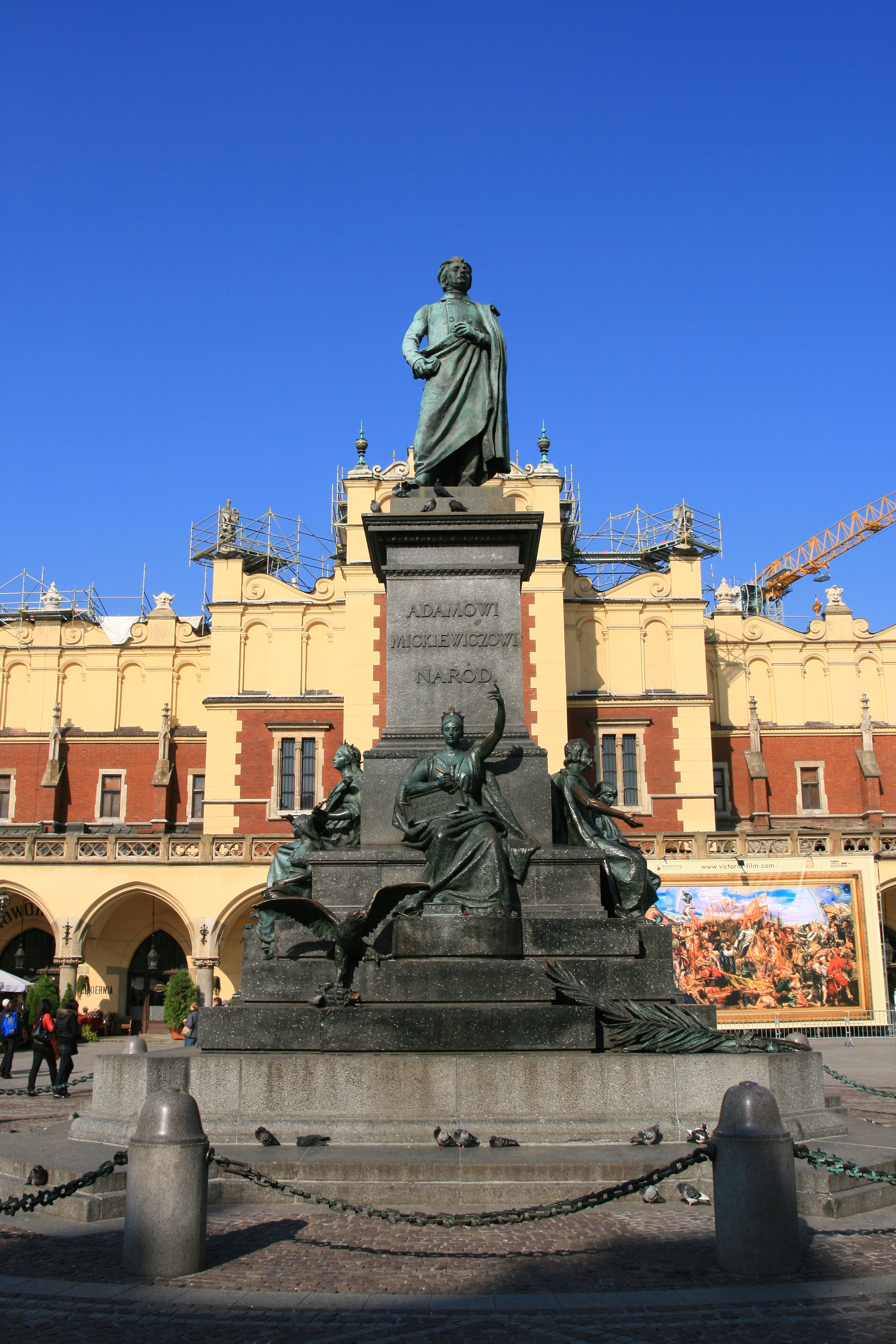
Mickiewicz-Standbild in Krakau vor den Tuchhallen

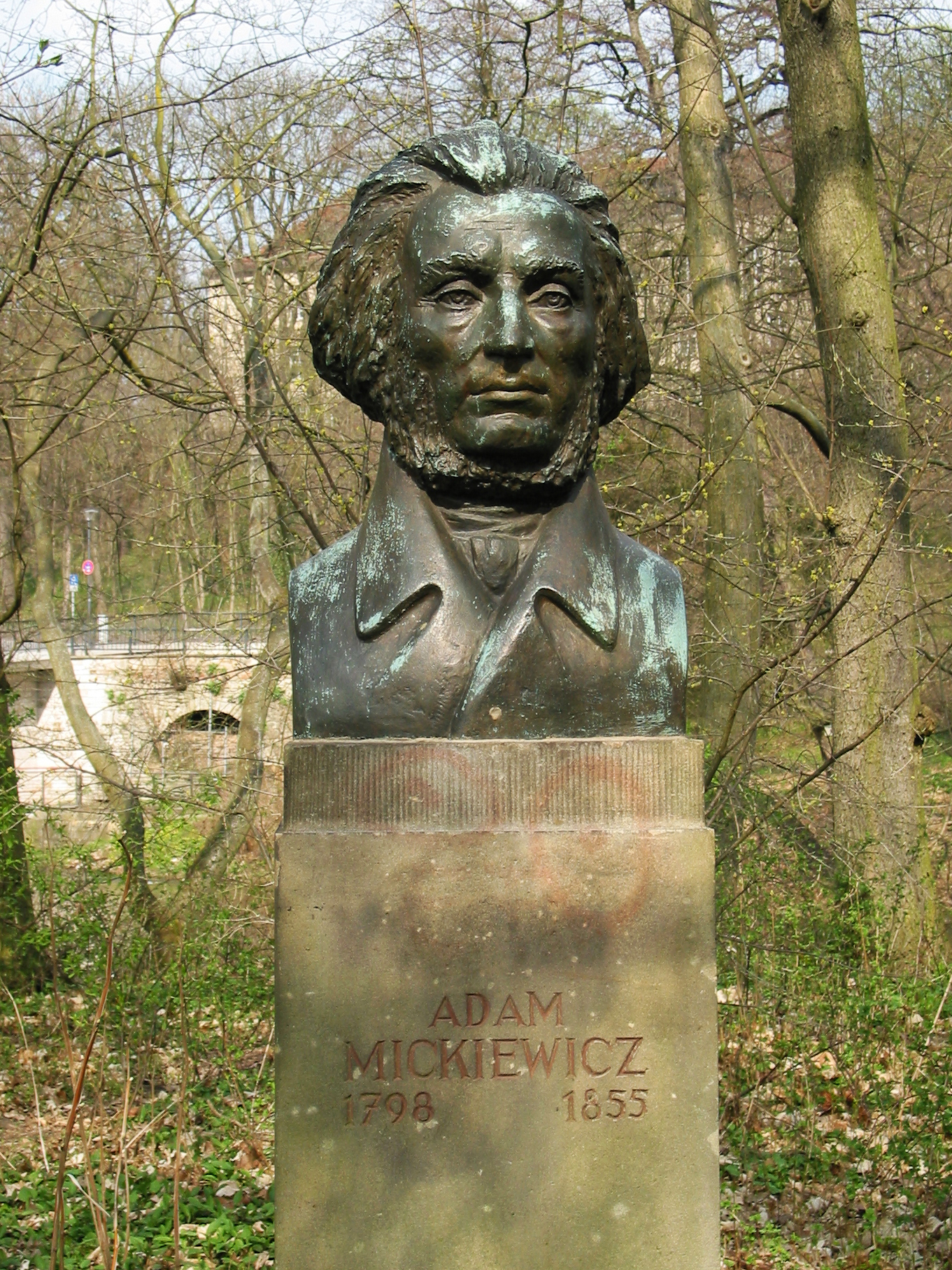
Büste in Weimar

- Grabstätte Mickiewicz’ in der Wawel-Kathedrale zu Krakau
- Adam-Mickiewicz-Literaturmuseum in Warschau
- Adam-Mickiewicz-Museum und Monument in Paris
- Adam-Mickiewicz-Museum in Istanbul-Beyoglu (früher Pera)
- Adam-Mickiewicz-Haus in Nawahrudak (Belarus)
- Adam-Mickiewicz-Haus in Vilnius (Litauen)

### Denkmale
Polen
- Adam-Mickiewicz-Denkmal (Warschau)
- Adam-Mickiewicz-Denkmal (Krakau)
- Adam-Mickiewicz-Denkmal in Gliwice
- Adam-Mickiewicz-Denkmal in Gorzów Wielkopolski
- Adam-Mickiewicz-Denkmal in Posen
- Adam-Mickiewicz-Denkmal in Stettin
- Adam-Mickiewicz-Denkmal in Rzeszów, ältestes erhaltenes Mickiewicz-Denkmal

Weitere Länder
- Adam-Mickiewicz-Denkmal in Vilnius (Litauen)
- Adam-Mickiewicz-Denkmal in Sankt Petersburg (Russland)
- Adam-Mickiewicz-Denkmal in Lwiw (Ukraine)
- Adam-Mickiewicz-Denkmal in Minsk (Belarus)
- Adam-Mickiewicz-Denkmal in Nawahrudak (Belarus)
- Adam-Mickiewicz-Denkmal in Karlovy Vary (Tschechien)
- Adam-Mickiewicz-Denkmal in Weimar (Deutschland)

### Adam Mickiewicz als Namensgeber

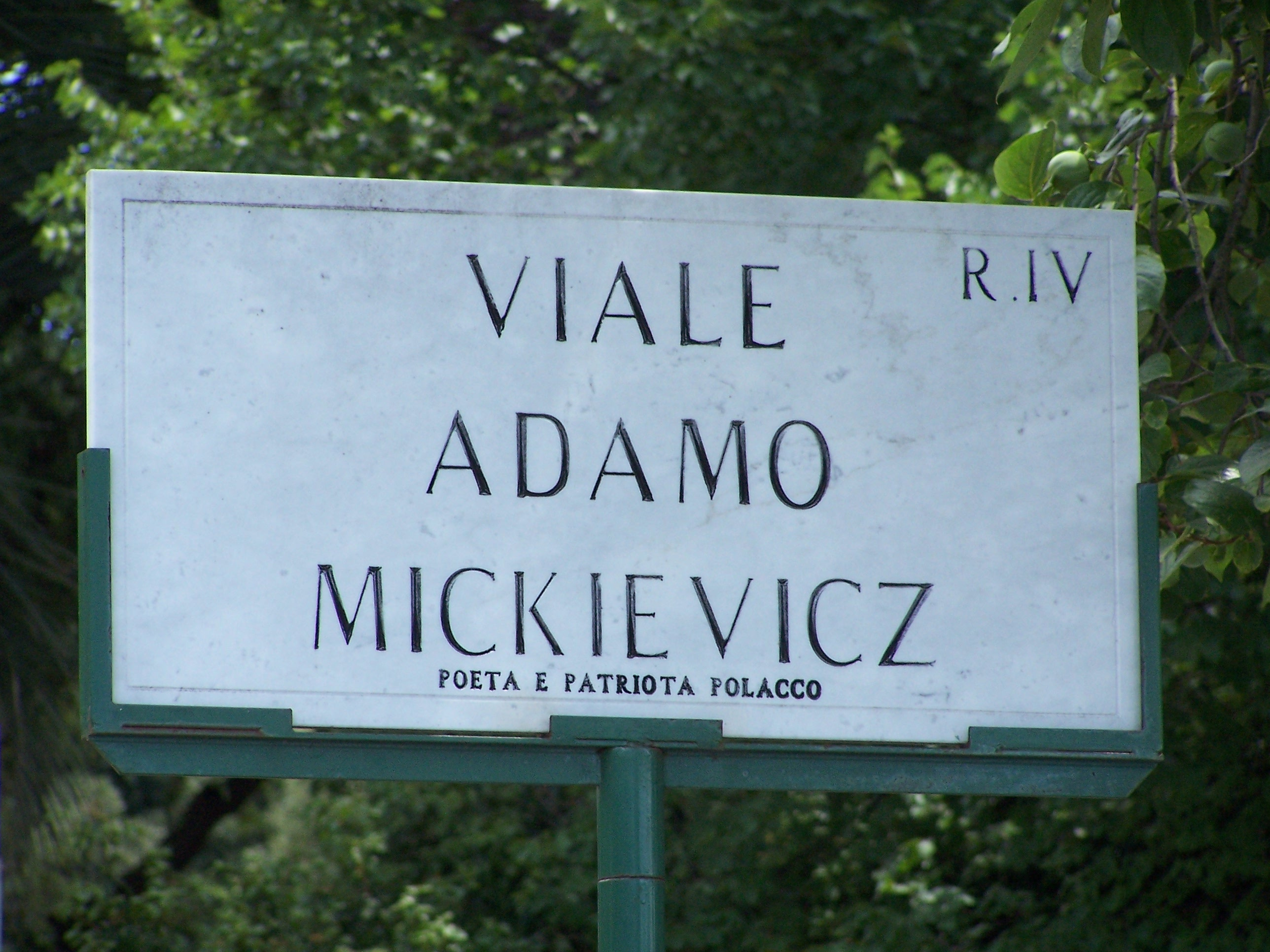
Adam-Mickiewicz-Straße in Rom

Heute sind nach Mickiewicz unter anderem die Adam-Mickiewicz-Universität Posen und das polnische Adam-Mickiewicz-Institut benannt, das es sich zur Aufgabe gemacht hat, die polnische Kultur im Ausland zu vertreten, vergleichbar mit dem deutschen Goethe-Institut.
Seit 1996 ist der Asteroid (5889) Mickiewicz nach ihm benannt. Ferner sind Straßen nach ihm benannt, z. B. in Rom und in Timișoara (Rumänien).
Seit 2006 wird vom Komitee Weimarer Dreieck alljährlich der Adam-Mickiewicz-Preis für Verdienste um die deutsch-französisch-polnische Zusammenarbeit vergeben.

## Adam Mickiewicz und die Deutschen
Mickiewicz stand unter dem Eindruck der Werke von Johann Wolfgang von Goethe. Er übersetzte ins Polnische mehrere Gedichte von Goethe, u. a. Kennst du das Land wo die Zitronen blühen (Znasz-li ten kraj…).
Auch das Schaffen von Friedrich Schiller hat Mickiewicz beeinflusst. Schillers Gedicht An die Freude wurde für ihn eine Anregung seine Ode an die Jugend (Oda do młodości) zu schreiben. Er hat das Gedicht Licht und Wärme und die Ballade Der Handschuh ins Polnische übertragen.
Im Jahre 1829 wurde Mickiewicz erlaubt Russland zu verlassen. Er reiste mit dem Schiff zuerst nach Lübeck, dann über Hamburg nach Berlin, dort traf er sich mit dem Komponisten Carl Friedrich Zelter. Weiter führte die Reise nach Dresden und nach Weimar. Am 19. August 1829 wurde der in dieser Zeit noch kaum bekannte Dichter Adam Mickiewicz vom 80-jährigen Johann Wolfgang von Goethe empfangen. Das Treffen kam zustande dank einem Empfehlungsschreiben der berühmten polnischen Klavierspielerin Maria Szymanowska, von ihrer künstlerischen Begabung war Goethe nämlich seit einiger Zeit fasziniert. Die Dichter haben sich auf Französisch unterhalten. Diese Begegnung verarbeitete Louis Fürnberg in seiner Novelle Die Begegnung in Weimar (1952).
Aus Weimar reiste Mickiewicz mit seinem Freund Antoni Odyniec nach Bonn, dann nach Italien. Mit den Jahren geriet das Treffen Goethes mit Mickiewicz in Vergessenheit. Erst in den 60. Jahren des 19. Jhs. veröffentlichte Odyniec seine Reisebriefe. Der österriechische Germanist Professor der Jagiellonen-Universität in Krakau Franz Thomas Bratranek hat diese Reisereportagen ins Deutsche übersetzt und im Buch Zwei Polen in Weimar das historische Treffen Goethes mit Mickiewicz und Odyniec an die breite Öffentlichkeit gebracht.
Andererseits wurde auch Mickiewicz zu einer Anregung für deutsche Künstler. Die ins Deutsche von Carl von Blankensee übersetzten Balladen (1835) wurden von Carl Loewe (er war lange Zeit Musikdirektor der Stadt Stettin) vertont. Es waren folgende Balladen des polnischen Dichters:
- Der junge Herr und das Mädchen (Panicz i dziewczyna)
- Der Woywode (Czaty)
- Die drei Budrisse (Trzech Budrysów)
- Das Switesmädchen (Świtezianka)
- Die Schlüsselblume (Pierwiosnek)
- Frau Twardowska (Pani     Twardowska)
- Wilia und das Mädchen (Wilija, naszych     strumieni rodzica z Konrada Wallenroda).